# Fiat Scudo
Fiat Scudo – samochód osobowy typu van klasy wyższej oraz dostawczy klasy średniej produkowany przez włoską markę FIAT razem z Citroenem, Peugeotem i Toyotą. Od 2022 roku produkowana jest trzecia generacja modelu.

## Pierwsza generacja

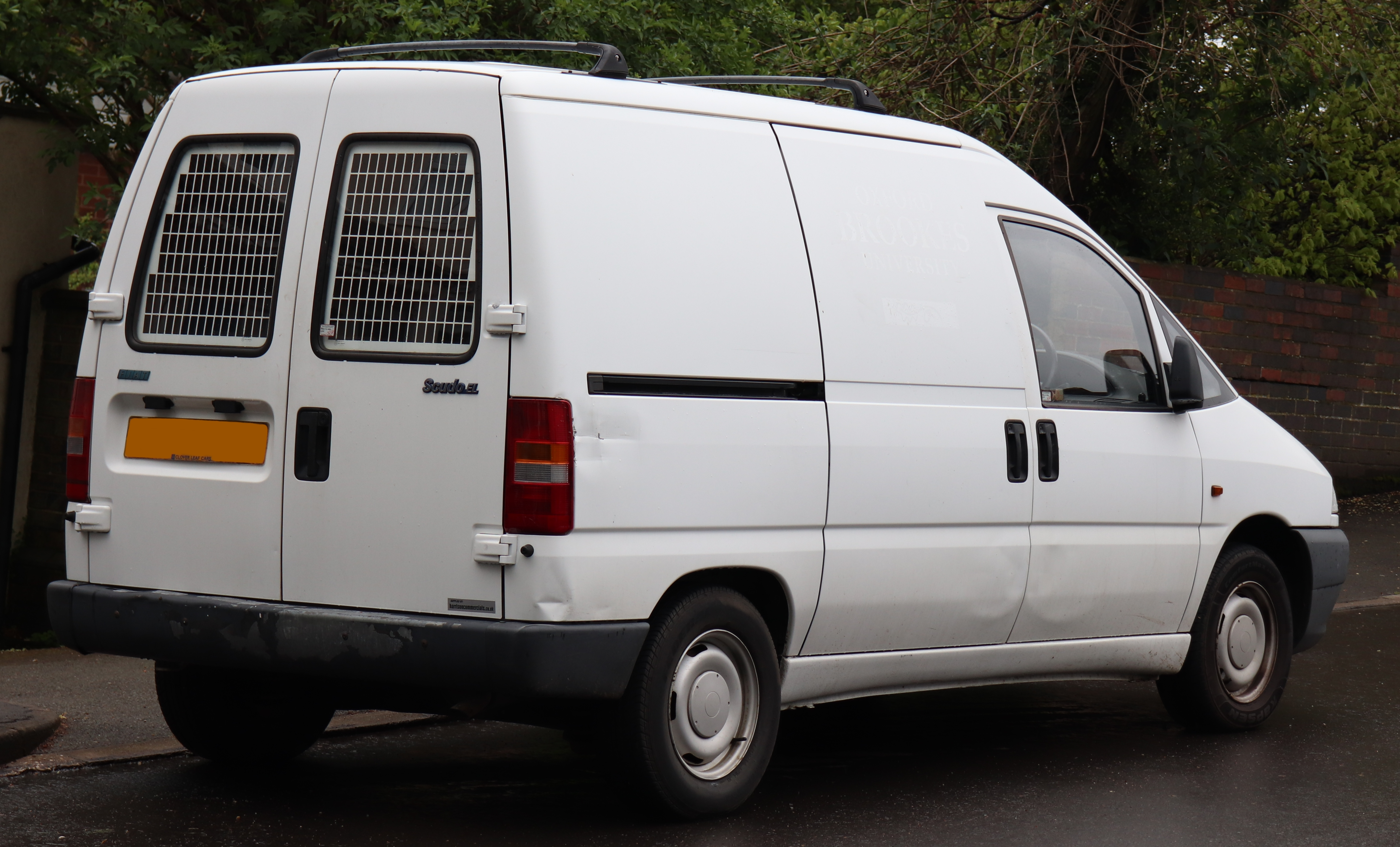
Fiat Scudo I - tył

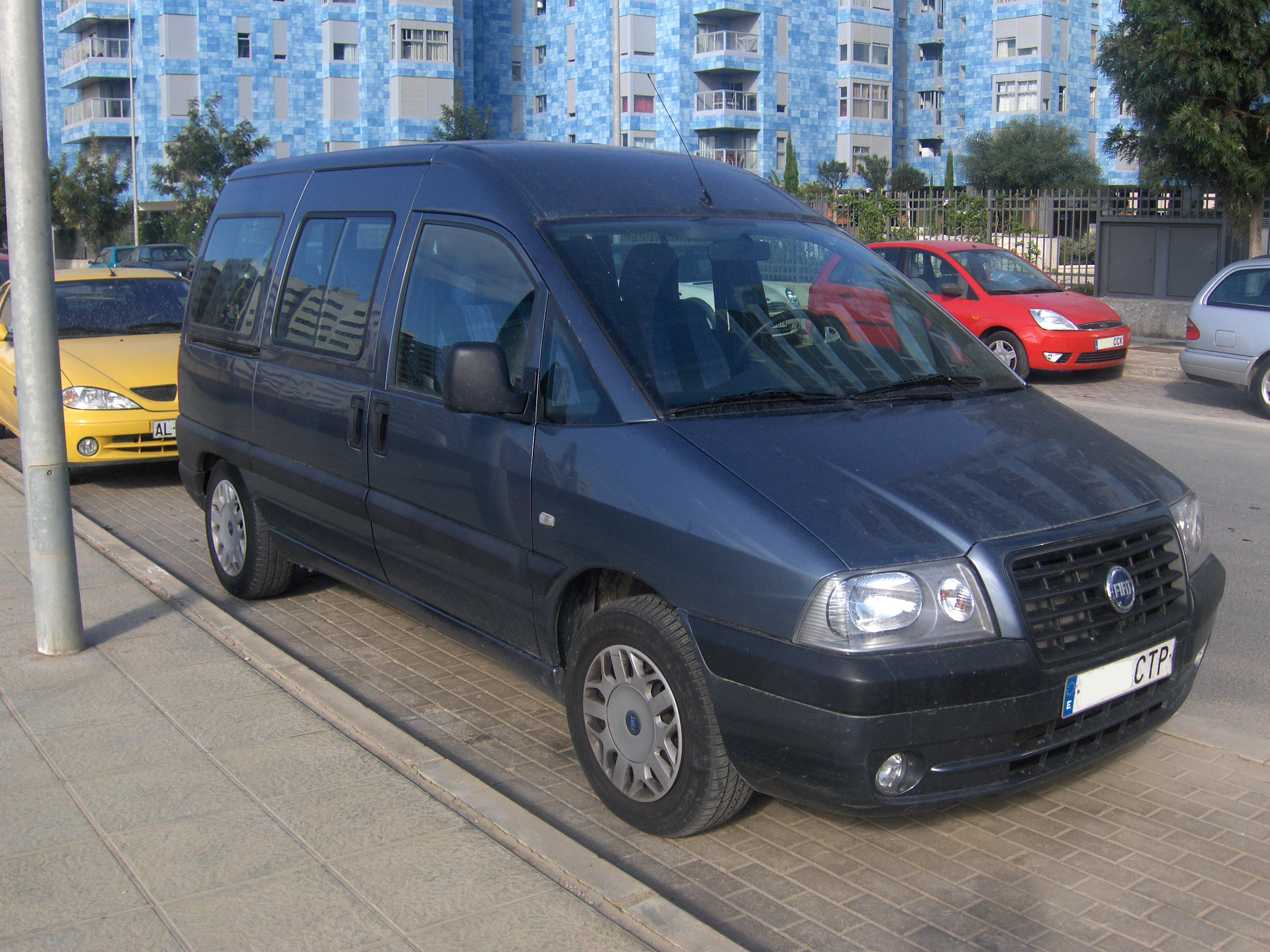
Fiat Scudo I w wersji osobowej po liftingu

Fiat Scudo I został zaprezentowany po raz pierwszy w 1996 roku.
Scudo został wprowadzony do produkcji w lutym 1996 roku jako ostatni model z bliźniaczej trójki zbudowanej wspólnie z koncernem PSA na bazie także produkowanego wspólnie eurovana.
Pojazd produkowany był w kilku konfiguracjach: z krótszym i dłuższym rozstawem osi, nadwoziem furgonowym oszklonym i nieoszklonym, wersją towarowo-osobową oraz kombi. 
W 2004 roku auto przeszło face lifting. Zmieniony został m.in. przód pojazdu, a także paletę jednostek napędowych. 

## Druga generacja

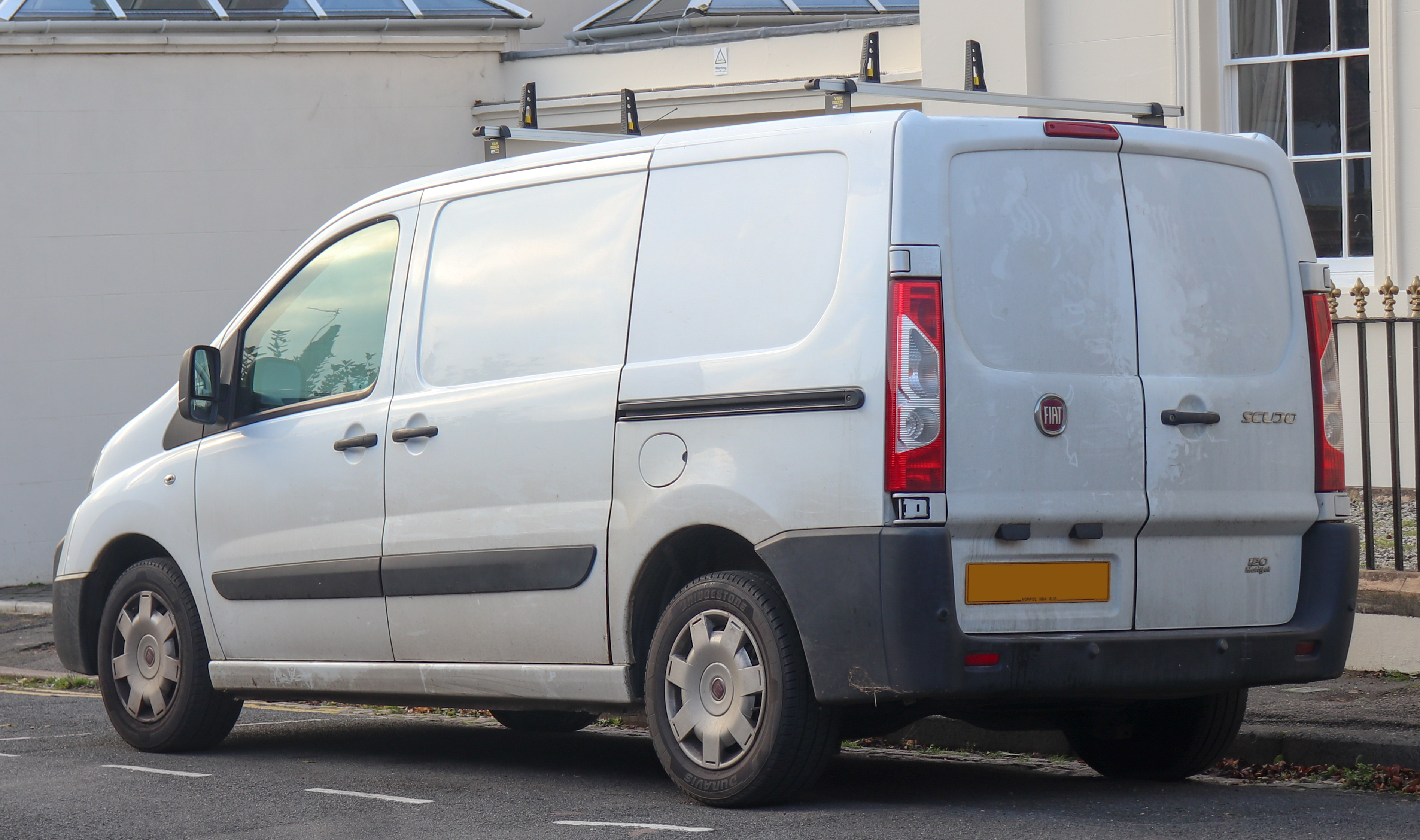
Fiat Scudo II - tył

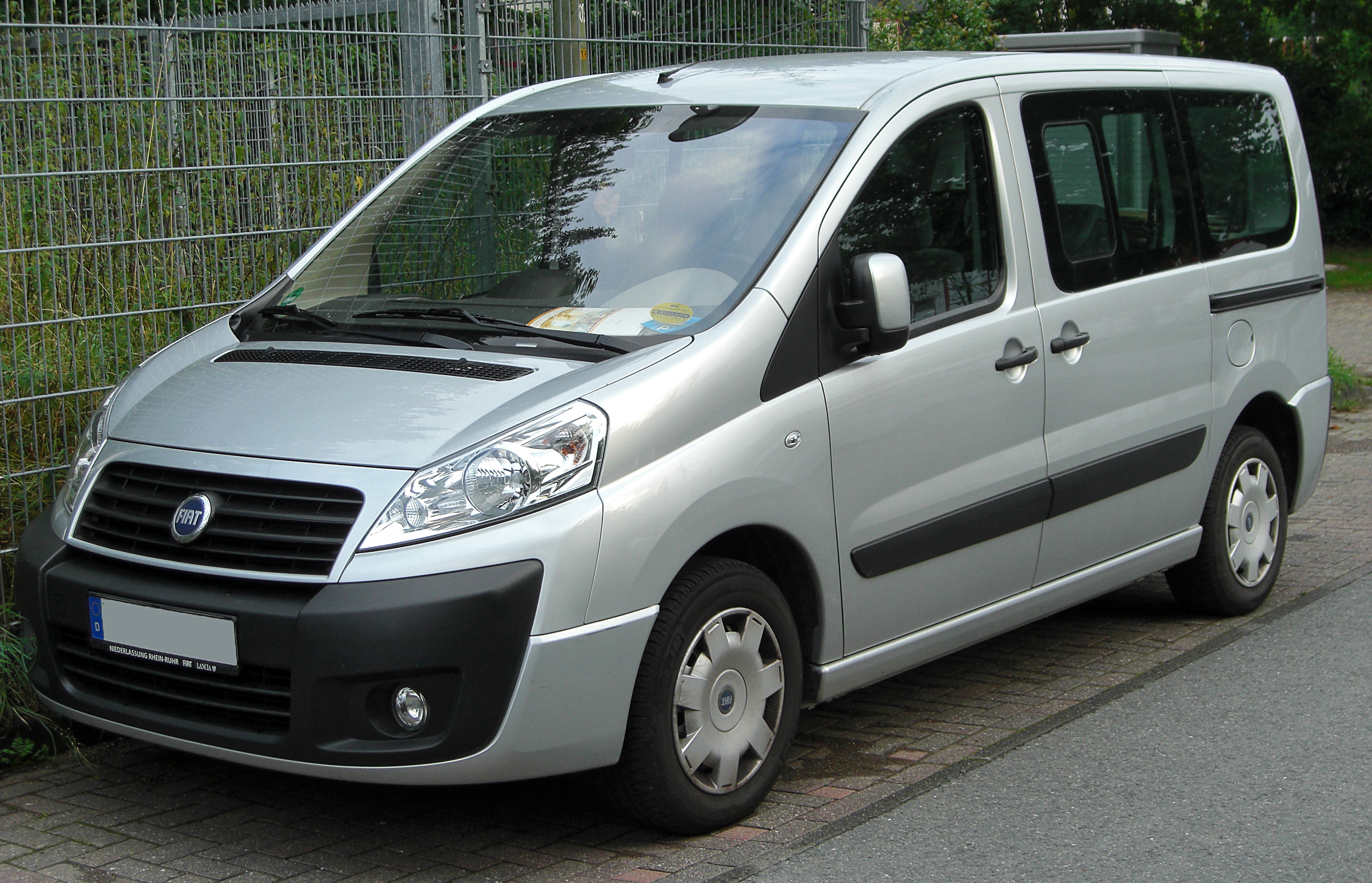
Fiat Scudo II w wersji osobowej

Fiat Scudo II został zaprezentowany po raz pierwszy w 2006 roku. 
Pojazd został zbudowany ponownie we współpracy z francuskim koncernem PSA oraz japońskim Toyota jako zupełnie nowa oraz w stosunku do pierwszej generacji modelu powiększona konstrukcja. Zastosowana została także zupełnie nowa paleta jednostek napędowych składająca się wyłącznie z silników wysokoprężnych.
Auto produkowane było w kilku wersjach nadwoziowych jako m.in. zamknięty furgon, podwozie do zabudowy oraz w wersji osobowej produkowanej pod nazwą Scudo Panorama, która łącznie z kierowcą umożliwia przewiezienie od 5 do 9 osób.
W 2013 roku auto przeszło delikatną modernizację. Pojazd otrzymał nową, ciemnoszarą deskę rozdzielczą, a także zestaw wskaźników. Z zewnątrz pojazd wyróżnia się nową atrapą chłodnicy.
W 2016 roku zaprezentowano następcę modelu, który podobnie jak poprzednik pierwszej generacji pojazdu otrzymał nazwę Talento.
W 2007 roku auto wraz z modelami bliźniaczymi otrzymało tytuł Van of the Year.

### Wersje
- Comfort
- De Luxe
- Panorama
- Panorama Family
- Panorama Executive

Standardowe wyposażenie podstawowej wersji pojazdu obejmuje m.in. poduszkę powietrzną kierowcy, system ABS z EBD, HBA oraz zamek centralny. Za dopłatą pojazd wyposażony może być także m.in. w dodatkowe poduszki powietrzne (łącznie 8), elektryczne sterowanie lusterek, czujnik deszczu i zmierzchu, system ESP, ASR, światła przeciwmgłowe oraz podgrzewane przednie siedzenia, a także system nawigacji satelitarnej i chłodzony schowek, a także system pneumatycznego zawieszenia, który umożliwia obniżenie progu załadowczego pojazdu oraz klimatyzację automatyczną dostępną opcjonalnie w wersji dwustrefowej. Wersja Panorama Executive wyposażona jest także m.in. w skórzaną kierownicę i dźwignię zmiany biegów oraz radio CD/MP3.

### Silniki
WYSOKOPRĘŻNE:
| Silnik          | Pojemność skokowa [cm3] | Moc maksymalna [KM] ([kW]) przy obr./min | Maks. moment obrotowy [Nm] przy obr./min | Układ i liczba cylindrów | Układ rozrządu/ liczba zaworów | Przyśpieszenie (s) 0-100 km/h | Prędkość maksymalna km/h | Spalanie (l/100 km) miasto/trasa/średnio |
| --------------- | ----------------------- | ---------------------------------------- | ---------------------------------------- | ------------------------ | ------------------------------ | ----------------------------- | ------------------------ | ---------------------------------------- |
| 1.6 Multijet    | 1560                    | 90 (66)/4000                             | 180/1750                                 | R4                       | DOHC/16                        | 17,1                          | 185                      | 8,6/6,8/7,5                              |
| 2.0 Multijet    | 1956                    | 120 (88)/4000                            | 300/2000                                 | R4                       | DOHC/16                        | 12,8                          | 190                      | 9,3/6,5/7,5                              |
| 2.0 M-Jet Power | 1956                    | 136 (100)/4000                           | 380/2000                                 | R4                       | DOHC/16                        | 11,6                          | 195                      | 9,4/6,6/7,6                              |
| 2.0 M-Jet Power | 1956                    | 165 (122)/3750                           | 400/2000                                 | R4                       | DOHC/16                        | 9,8                           | 200                      | 8,3/6,4/7,0                              |

## Trzecia generacja

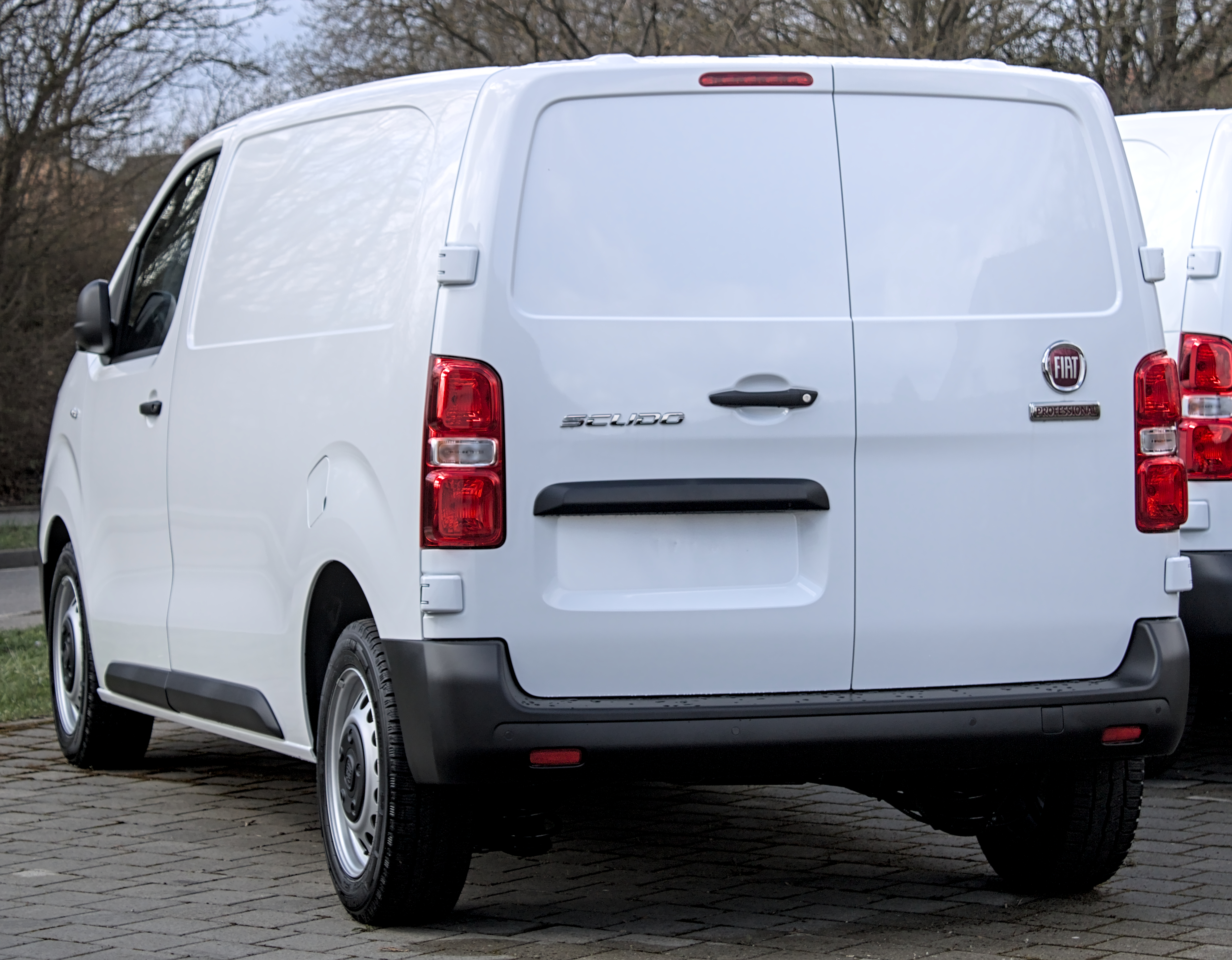
Fiat Scudo III - tył

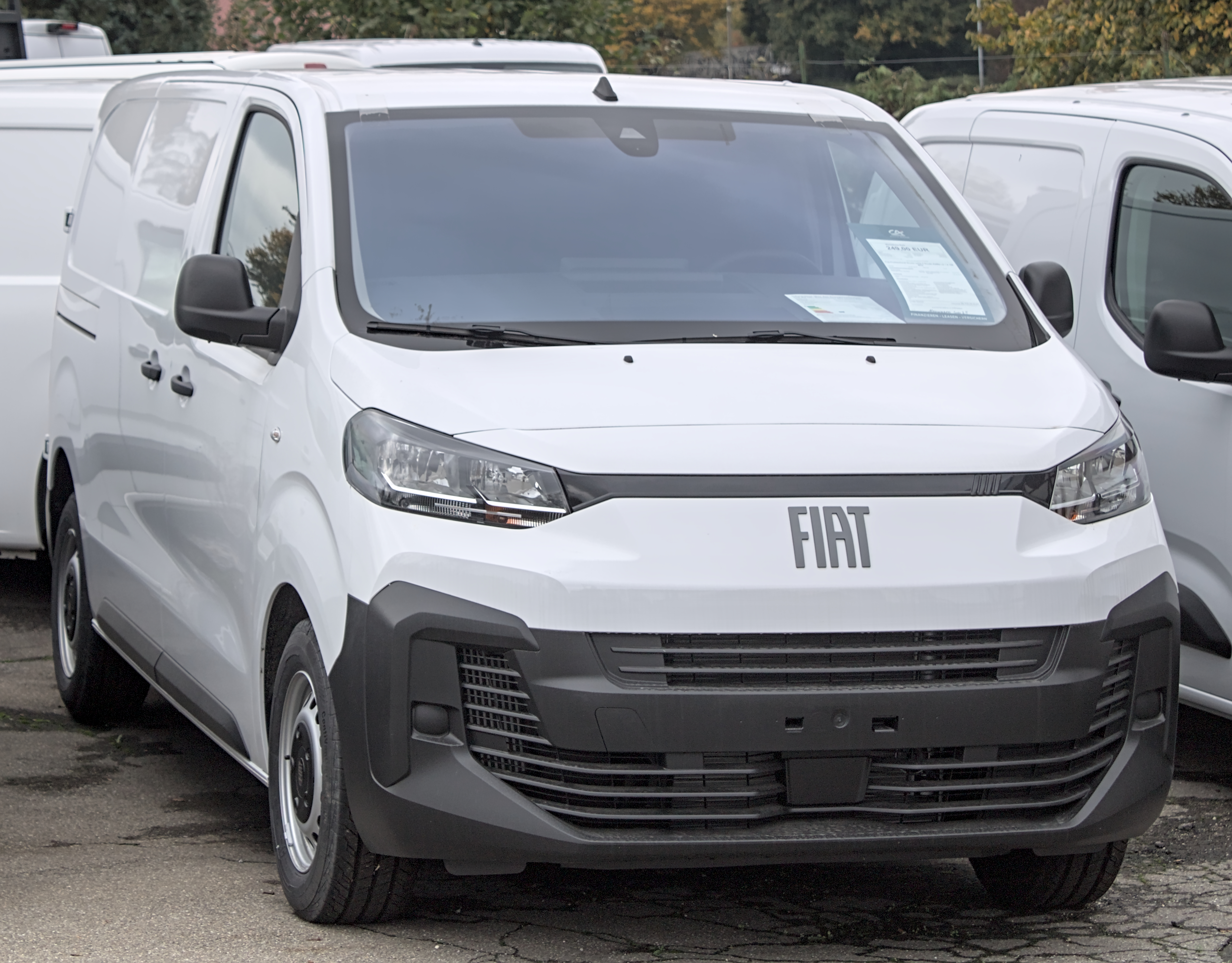
Fiat Scudo III po liftingu

Fiat Scudo III został zaprezentowany po raz pierwszy w 2021 roku.
Samochód wprowadzono do produkcji na początku 2022 roku jako ostatni z modeli bliźniaczej czwórki zbudowanej wspólnie z Stellantis i Toyotą na bazie vana.
Po 2 latach oficjalnej prezentacji samochodu, model przeszedł lifting. Zmieniono design w przedniej części i dodano nowe reflektory full-LED. Dostępny jest również nowy kolor lakieru nadwozia Titanium Grey. Odświeżona została centralna część wnętrza, w której pojawił w pełni odnowiony zestaw wskaźników, schowek na drobne przedmioty i uchwyt na kubek. Przeprojektowano również gałkę zmiany biegów i kierownicę.